# Casseneuil
 Casseneuil  (en occitano Cassanuelh) es una población y comuna francesa, en la región de Aquitania, departamento de Lot y Garona, en el distrito de Villeneuve-sur-Lot y cantón de Cancon.

## Demografía
| 2099 | 2459 | 2642 | 2684 | 2465 | 2296 |
| Para los censos de 1962 a 1999 la población legal corresponde a la población sin duplicidades (Fuente: INSEE [Consultar]) |      |      |      |      |      |